# Marian Różański
Marian Różański (ur. 2 lipca 1864 w Padniewie, zm. 10 maja 1927) – polski adwokat i działacz narodowy na Górnym Śląsku, od 1908 mieszkający w Rybniku. 

## Życiorys
Był współorganizatorem I powstania śląskiego, za co zapłacił pobiciem i uwięzieniem przez Niemców w Nysie. Był kierownikiem Polskiego Komisariatu Plebiscytowego, po przyłączeniu części Śląska do Polski był członkiem tymczasowego zarządu Rybnika, Rady Obywatelskiej. W 1919 roku założył w Rybniku przedstawicielstwo Polskiego Czerwonego Krzyża.
Odznaczony był m.in. Krzyżem Kawalerskim (2 maja 1923) i Komandorskim Orderu Odrodzenia Polski, Krzyżem na Śląskiej Wstędze Waleczności i Zasługi, Gwiazdą Górnośląską i Śląskim Krzyżem Powstańczym.
Zmarł 10 maja 1927 w Lublińcu. Został pochowany w Rybniku.